# Арендт, Мартин Фридрих
Мартин Фридрих Арендт (дат. Martin Friedrich Arendt; 22 февраля 1773, Альтона — апрель 1823, Венеция) — датский археолог, рунолог, антиквар, ботаник.

## Биография
Родился в семье торговца табаком. Окончил Кристианиум в Альтоне.
Изучал ботанику, медицину и естественные науки в университетах Геттингена и Страсбурга. В 1794 году предпринял своё первое научное путешествие, которое, как и все более поздние путешествия, он совершил пешком. Первое путешествие вело из Германии через Францию и Швейцарию в Италию . Более поздние поездки привели его в Норвегию, Англию, Венгрию и Испанию. Он также посетил остров Исландия для изучения скандинавского языка и древностей и провёл там некоторое время. Был первым учёным, который ездил в отдалённые регионы и проводил там исследования.
В 1797 году был определён в ботанический сад в Копенгагене. В 1798 году направлен в северную Норвегию, Финляндию и Лапландию с целью изучения флоры региона, а также сбора растений и семян. Здесь Арендт почувствовал вкус к исследованию древностей и вышел в отставку, после чего исходил пешком бо́льшую часть Европы от Норвегии до Италии в поисках древних артефактов.
В 1805 году задокументировал в Норвегии рунические надписи, обнаруженные на древних курганах и других памятниках, интерпретировал руны на камне в Кристиансанде и одним из первых отклонил версию природного происхождения рунической надписи в Блекинге.
В своих путешествиях и странствиях делал точные рисунки и описания рунических камней, каменных окладов, церквей, надгробий и других древностей, которые его интересовали.
В 1823 г. по подозрению в связях с деятелями Германского союза был задержан в Венеции и какое то время находился в заключении, во время которого серьёзно заболел. Как полагают, болезнь позже привела к его смерти. На обратном пути в Германию в апреле 1823 г. умер недалеко от Венеции и был найден там в канаве.
После его смерти все его рисунки и исследования были переданы Датскому национальному музею в Копенгагене.
Арендт находился в переписке со многими археологами. Автор краткого словаря языческих богов «Северо-славянские божества и их изображения» (1819).